# Акарихт Геккеля
Акарихт Геккеля (лат. Acarichthys heckelii) — вид лучепёрых рыб семейства цихловых, обитающих в тропической Южной Америке. Единственный вид рода Acarichthys. Видовой эпитет дан в честь австрийского ихтиолога Иоганна Якоба Геккеля (1790—1857).

## Описание
Акарихт Геккеля длиной от 13 до 25 см, имеет умеренно высокое, сильно сплющенное с боков тело и похож в общем на рыб рода Geophagus. Пасть маленькая. Глаза расположены относительно далеко позади. Основной цвет охристый, боковые стороны покрыты блестящими точками. Задние лучи спинного плавника и внешние лучи хвостового плавника вытянуты и имеют красноватый цвет. Первые 3 или 4 луча спинного плавника чёрного цвета. Ниже первой боковой линии находится чёрное или коричневое пятно. Парные плавники оранжевые с голубой каймой. Самки меньше чем самцы, их окраска бледнее, а непарные плавники короче.

## Распространение
Акарихт Геккеля широко распространён в Амазонской низменности и встречается также в Шингу, в нижнем течении Токантинс и в Эссекибо в Гайане.

## Размножение
Акарихт Геккеля нерестится в норе. Несколько сотен яиц самка закрепляет на поверхности норы и заботится, в то время как самец охраняет территорию. Личинки появляются через 3 дня и ещё через трое суток начинают активно плавать в поисках корма.